# Antyfonarz opata Mścisława
Antyfonarz opata Mścisława – średniowieczny antyfonarz w języku łacińskim z końca XIV w., przechowywany w Bibliotece Narodowej w Warszawie.
Rękopis powstał około 1395–1400 roku w skryptorium opactwa benedyktynów w Tyńcu i zredagowany został przez opata Mścisława. Po kasacie klasztoru na początku XIX w. manuskrypt trafił do biblioteki Uniwersytetu Lwowskiego, zaś po II wojnie światowej do Biblioteki Narodowej (sygnatura Rps 12720 V). Od 2024 rękopis jest częścią wystawy stałej w Pałacu Rzeczypospolitej.
Pergaminowy manuskrypt o wymiarach 56x38 cm składa się z 361 kart. Zawiera antyfony, czyli pieśni odpowiadające częściom liturgii, wykonywane zwykle naprzemiennie przez dwa chóry. Oprawa kodeksu wykonana została w wieku XVI.Tekstom towarzyszy notacja muzyczna. Kodeks ozdobiony jest dziesięcioma iluminowanymi inicjałami o treści figuralnej lub historycznej.